# 525

## Догађаји
- Цар Јустин I обнавља град Аназарбус (савремена Турска) и преименује га у „Јустинопољ“.
- Берницију (Североисточна Енглеска) насељавају Англи.
- Краљ Теодорик Велики шаље папу Јована I у Цариград, да преговара о повлачењу едикта византијског цара Јустина против аријанског хришћанства.
- Франачка племена, под командом краља Хлотара I, пљачкају Бургундију.
- Калеб, краљ Аксума, прикупља флоту и прелази из Африке да освоји Јемен. Он успоставља боље трговачке луке на Црвеном мору.
- Река Даисан, притока Еуфрата, поплавила је Едесу и за неколико сати испуни цео град осим највиших делова. На крају, нагомилане воде пробијају градске зидине.
- Козма Индикоплевст, александријски истраживач-географ, путује Нилом. Одважиће се чак на исток до Цејлона, замонашиће се и написати „Топограпхиа Цхристиана“ да би потврдио библијски извештај о стварању свету (видети 550).
- Дионисије Мали, скитски теолог-математичар, уводи праксу коришћења АД (Анно Домини) у Риму за календарске датуме након рођења Исуса Христа, систем који је подржан каснијим студијама. Дионисије такође прави своје табеле за израчунавање датума дана Васкрса.
- Аријанска крстионица Санта Мариа је изграђена у Рипи (Рим).
- Будистичке пећине су завршене у Аџанти (Индија) са каменим резбаријама